# Umut Meraş
Cengiz Umut Meraş, född 20 december 1995, är en turkisk fotbollsspelare som spelar för Beşiktaş.

## Klubbkarriär
I augusti 2019 värvades Meraş av franska Le Havre, där han skrev på ett fyraårskontrakt. I augusti 2021 värvades Meraş av Beşiktaş, där han skrev på ett treårskontrakt.

## Landslagskarriär
Meraş debuterade för Turkiets landslag den 30 maj 2019 i en 2–1-vinst över Grekland.